# Taraka (zespół muzyczny)
Taraka – polsko-ukraiński zespół muzyczny wykonujący muzykę z pogranicza popu, folku i rocka założony przez Karola Kusa w 2012.

## Historia zespołu
Ze względu na korzenie części składu zespołu, grupa czerpie inspiracje z kultury ukraińskiej i białoruskiej. W 2013 muzycy wydali, utrzymany w stylistyce weselnej, teledysk do singla „Biała wódka”, którym promowali swój debiutancki album o tym samym tytule. Wydawnictwo nagrywali w czterech studiach nagraniowych na terenie Polski i Ukrainy.
1 lutego 2014 na głównej scenie kijowskiego Majdanu wykonali utwór „Podaj rękę Ukrainie”, za który otrzymali podziękowania od Komisji do spraw Kultury i Dziedzictwa Kulturowo-Historycznego Lwowskiej Rady Obwodowej. Popularność utworu spowodowała jego nagranie w trzech wersjach językowych: polskiej, ukraińskiej i angielskiej.

Po raz pierwszy poczułem coś niewiarygodnego. Doznałem pięknego spełnienia mojej roli w muzyce. Kiedy 150-tysięczny tłum na Majdanie zaśpiewał piosenkę wspólnie z nami, byłem wzruszony, pełen pokory i wiedziałem, że wszystkie słowa, które wypowiadam ze sceny, są szalenie istotne, trafiają w serce.

Niedługo po premierze singla „Podaj rękę Ukrainie” muzycy nagrali album o tym samym tytule, a część dochodu z jego sprzedaży przekazali na rzecz rodzin ukraińskich ofiar Majdanu. Wydawnictwo opublikowali pod szyldem Taraka i Przyjaciele. Również w 2014 wydali singiel „Do tańca i do różańca”, który był „piosenką dnia” Programu I Polskiego Radia 15 maja 2014.
W czerwcu 2015 wystąpili z utworem „Yabi Dabi” w koncercie SuperPremiery podczas 52. Krajowego Festiwalu Piosenki Polskiej w Opolu. W marcu 2016 z utworem „In the Rain” zajęli siódme miejsce w finale polskich eliminacji do 61. Konkursu Piosenki Eurowizji.
W marcu 2022 współpracujący z zespołem ukraiński wiolonczelista Dmitrij zginął jako ochotnik w trakcie obrony Ukrainy podczas rosyjskiej inwazji. Muzyk miał 28 lat.
W czerwcu 2022 muzycy zagrali koncert w studiu im. Budki Suflera w Lublinie, na którym zaprezentowali kilka premierowych piosenek, m.in. „21 gramów”, „W imię ojca” i „Polsko, pozwól żyć”.

## Dyskografia
| Rok  | Dane dot. albumu                                                                  |
| ---- | --------------------------------------------------------------------------------- |
| 2013 | Biała wódka - Wydany: 1 stycznia 2013 - Wytwórnia: Universal Music Polska         |
| 2014 | Podaj rękę Ukrainie - Wydany: 1 stycznia 2014 - Wytwórnia: Universal Music Polska |

| Rok  | Tytuł                   |
| ---- | ----------------------- |
| 2007 | "21 Gramów"             |
| 2013 | „Biała wódka”           |
| 2014 | „Podaj rękę Ukrainie”   |
| 2014 | „Do tańca i do różańca” |
| 2014 | „Być człowiekiem”       |
| 2015 | „Yabi Dabi”             |
| 2016 | „In the Rain”           |
| 2016 | „Sobotni Zew”           |
| 2022 | "W imię ojca"           |